# Saint-Maur, Oise
Saint-Maur là một xã ở tỉnh Oise Hauts-de-France phía bắc Pháp. Xã Saint-Maur, Oise nằm ở khu vực có độ cao trung bình 190 mét trên mực nước biển.